# Pain de Modane
Le pain de Modane est une sorte de brioche, cousine lointaine du panettone, de forme ovoïde garnie de fruits confits, originaire de la ville de Modane, en France, dans la vallée de Maurienne, au sein de la région Auvergne-Rhône-Alpes.

## Histoire
La tradition fait remonter l'apparition du pain de Modane à la fin du XIXe siècle, lors du début des travaux de percement du tunnel du Fréjus. Le dimanche, les ouvriers mangeaient alors un pain sucré aux raisins secs. Différentes recettes sont alors apparues. Celle de la boulangerie de René Bouvet en 1930 eut le plus de succès : une brioche fourrée de crème d'amandes, de confiture d'abricot et d'écorces d'oranges confites.

## Pour aller plus loin